# Бургич, Миран
Ми́ран Бу́ргич (словен. Miran Burgič; 25 сентября 1984, Трбовле) — словенский футболист, нападающий клуба «Горица». Выступал в сборной Словении.

## Карьера

### Клубная
Футболом начал заниматься в школе клуба «Загорье», играл в его различных молодёжных командах. В 1999 году Мирана заметили представители «Горицы» и пригласили его в их молодёжную команду. В 2003 году дебютировал за основную команду «Горицы» в матче чемпионата страны. С каждым сезоном получал всё больше игрового времени. Зимой 2006 года проходил просмотр в российской «Томи», однако контракт подписан не был, и к возобновлению чемпионата Словении Бургич вернулся в состав  своего клуба. В сезоне 2005/06 отыграл все матчи чемпионата. «Горица» в третий раз подряд стала чемпионом Словении, а Бургич с 24 мячами стал лучшим бомбардиром лиги. Летом 2006 года перешёл в стан одного из лидеров шведского футбола АИК, подписав контракт на три года. Также к молодому форварду проявлял интерес представитель английской Премьер-лиги «Болтон Уондерерс». За новую команду дебютировал 31 июля в матче 12-го тура с «Гётеборгом», когда на 69-й минуте вышел вместо бразильца Вилтона. Несмотря на то, что Миран не всегда выходил в основном составе, главный тренер Бранко Облак вызвал его в сборную на отборочные матчи к чемпионату Европы 2008 года с командами Люксембурга и Беларуси. Сезон 2007 года для Бургича не задался. 5 мая в игре шестого тура с «Броммапойкарной» на 53-й минуте получил серьёзную травму колена и был вынужден покинуть поле на носилках. Медицинское обследование диагностировало разрыв крестообразных связок и повреждение суставной капсулы. На восстановление требовалось от семи до девяти месяцев. Вновь к тренировкам приступил только в марте 2008 года, а впервые после травмы появился на поле в первом туре чемпионата в матче с «Кальмаром», заменив на 84-й минуте Лукаса Вальдемарина. Травмы преследовали Мирана и на будущий год. В феврале 2009 года в рамках подготовки к новому сезону в контрольной игре с «Эребру» он неудачно приземлился и вновь повредил колено, выбыв на длительный срок. Следующий матч он смог сыграть только в мае. Оправившись от травмы, Бургич осел на скамейке запасных до конца сезона, изредка выходя на поле. 17 мая 2010 года в своём последнем матче за АИК с «Отвидабергом» отметился хет-триком, благодаря чему его команда одержала победу со счётом 4:1.
В начале лета 2010 года подписал двухлетний контракт с австрийским «Ваккером» из Инсбрука. Первый матч за австрийцев провёл 18 июля против венского «Рапида», выйдя на поле с первых минут.

### В сборных
Выступал за молодёжную сборную Словении. 7 октября 2006 года дебютировал за национальную сборную Словении, выйдя на 85-й минуте в матче отборочного турнира чемпионата Европы 2008 года с Люксембургом вместо Клемена Лаврича. Перед чемпионатом мира 2010 года в Южной Африке находился в расширенном списке Матьяжа Кека, однако на сам турнир не поехал.

## Достижения
Горица
- Чемпион Словении: 2003/04, 2004/05, 2005/06

АИК
- Чемпион Швеции: 2009
- Обладатель Кубка Швеции: 2009
- Обладатель Суперкубка Швеции: 2010

## Личные достижения
- Лучший бомбардир чемпионата Словении: 2005/06
- Кубок УЕФА 2004—2005: 2 игры
- Лига чемпионов УЕФА 2005—2006: 2 игры
- Лига чемпионов УЕФА 2006—2007: 2 игры, 2 мяча

## Матчи за сборную
| # | Дата            | Место                                 | Соперник             | Результат | Турнир                                  |
| - | --------------- | ------------------------------------- | -------------------- | --------- | --------------------------------------- |
| 1 | 7 октября 2006  | «Шпортни парк», Нова-Горица, Словения | Люксембург           | 2:0       | Отборочные матчи чемпионата Европы 2008 |
| 2 | 11 октября 2006 | «Динамо», Минск, Беларусь             | Беларусь             | 2:4       | Отборочные матчи чемпионата Европы 2008 |
| 3 | 26 мая 2008     | «Уллеви», Гётеборг, Швеция            | Швеция               | 0:1       | Товарищеский матч                       |
| 4 | 20 августа 2008 | «Людски врт», Марибор, Словения       | Хорватия             | 2:3       | Товарищеский матч                       |
| 5 | 19 ноября 2008  | «Людски врт», Марибор, Словения       | Босния и Герцеговина | 3:4       | Товарищеский матч                       |